# Generazione del 60
Generazione del 60 è la denominazione di un gruppo poetico peruviano formatosi negli anni '60 del '900.
Sebbene i suoi componenti non siano numerosi, è uno dei più ricchi gruppi letterari sudamericani sia per la varietà delle sue voci poetiche che per la sua qualità.

## Storia
Gli inizi del gruppo si ebbero nel Patio de Letras dell'Universidad Nacional Mayor de San Marcos e furono contemporanei al sorgere di diversi poeti in tutto il continente americano: dagli Stati Uniti con Anderson Clayton, all'Argentina con Juan Gelman, al Cile con Víctor Jara, Isabel Parra e Enrique Lhin, a Cuba con Pablo Milanés. 
In Perú la Generazione del 60 rinnovò la vita intellettuale del paese con grandi recital e concerti. César Calvo e Reynaldo Naranjo incisero un disco divenuto storico: Poemas y Canciones, nel quale componevano e cantavano con l'accompagnamento di Carlos Hayre.
La precoce scomparsa di Javier Heraud, poeta e guerrigliero, segnò profondamente questa generazione e il paese. Anche Pablo Neruda solidarizzó con i giovani poeti peruviani. Si ebbe un importante ciclo di conferenze, chiamato Poesía en debate, al quale parteciparono Romualdo, Juan Gonzalo Rose, José Miguel Oviedo, Alberto Escobar, Sebastián Salazar Bondy, Javier Sologuren, Carlos German Belli, Reynaldo Naranjo, César Calvo e Arturo Corcuera.
A questa generazione si unirono più tardi Antonio Cisneros e Luis Hernández, apportando al gruppo Generazione del 60 una nuova visione della letteratura. Era il momento della rivoluzione cubana e tutti, in un modo o nell'altro, avevano appoggiato.
I poeti più rappresentativi della Generazione del 60 sono Javier Heraud, César Calvo, Rodolfo Hinostroza, Antonio Cisneros, Marco Martos, Winston Orrillo, Juan Ojeda, Luis Hernández. Alcune delle opere più importanti sono: Poemas bajo Tierra e Pedestal para Nadie (César Calvo), Consejero de Lobo e Contranatura (Hinostroza), Como higuera en un campo de Golf (Cisneros), El viaje (Heraud), Vox Horrizona (Luis Hernández).